# Pieter De Poortere
Pieter De Poortere, né le 17 septembre 1976 à Gand (province de Flandre-Orientale), est un auteur de bande dessinée belge néerlandophone. Il est l'auteur de la série Dickie (Boerke en néerlandais).

## Biographie
Pieter De Poortere naît le 17 septembre 1976 à Gand. Ses premières planches sont publiées dans la presse flamande (Humo, Focus Knack, Zone 5300) et française (Ferraille Illustré). Il rencontre le succès critique en 2001 avec son premier album Dickie.
Durant l'été 2004, une sélection des aventures de Dickie est publiée dans le journal Le Monde.
En 2005, il répond à l'appel de l'armée belge et participe au collectif BDéfense ! vendu au profit d'œuvres caricatives.
À partir de 2008, il commence une collaboration avec le magazine Fluide glacial et publie dans les rubriques La Gazette de Frémion et Que vous êtes joli ! Que vous me semblez beau !.
En 2009, à l'occasion du festival d'Angoulême, il participe à l'exposition Ceci n'est pas la bd flamande avec vingt autres dessinateurs de bande dessinée flamands. Cette expositions organisée par le fonds flamand pour les lettres (Vlaams Fonds voor de Letteren) va lui permettre de nouer des contacts avec Glénat qui éditera en France en 2010 l'album Dickie, le fils d'Hitler.
En 2010, son album De Zoon van Hitler [« Dickie, le fils d'Hitler »] est récompensé à Bruxelles par le prix Saint-Michel de la meilleure bande dessinée néerlandophone.
En 2011, il réalise une fresque dans la cour intérieure de la Délégation flamande, rue Euler à Paris. Il sort la même année Dickie à Hollywood à propos duquel le chroniqueur Éric Adam écrit dans le magazine dBD : « Graphiquement minimaliste mais précis, toujours pertinent dans l'impertinence, irrévérencieux mais pourtant respectueux, Pieter de Poorter confirme son grand talent pour un humour décalé mais intelligent. » En 2012, il est un des artistes à contribuer à l'artbook Building Bridges in Europe [« Construire des ponts en Europe »] publié par the European Association of National Builders’ Merchants Associations and Manufacturers (UFEMAT), où il réalise une planche de Dickie sur la chute du mur de Berlin le 16 novembre 1989.
Depuis octobre 2014, son œuvre figure dans la collection permanente du Centre belge de la bande dessinée à Bruxelles.
Il rend hommage à Gaston Lagaffe d'André Franquin dans Spirou no 4156 avec le gag de Gaston Dickie.
En 2020, il est réalisateur et scénariste de la série de dessin animé Boerke diffusée sur la chaîne américaine Adult Swim en 2021.
Le 16 juin 2022, il est nommé président du conseil d’administration du Centre belge de la bande dessinée (CBBD) dit Musée de la BD, où un auditorium porte son nom.
Par ailleurs, l'artiste expose ses œuvres : en 2015, une exposition est consacrée à son personnage Dickie (Dickie le loser né) au festival Quai des Bulles à Saint-Malo, Dickie au Musée à la galerie Zic et Bul à Paris en octobre 2018 et l'année suivante, en septembre, au même endroit ce sont les planches de Super Mickey qui sont mises aux cimaises. À l'occasion du BD Comic Strip Festival de Bruxelles, il monte Renée, qui part à la découverte de l'œuvre de Magritte en 2022. 

### Vie privée
Pieter De Poortere vit à Gand en 2004.

## Œuvres

### Publications

#### Albums de bande dessinée
- 1. Dickie 1, Bries Éditions, Anvers, 2002
Scénario, dessin et couleurs : Pieter De Poortere -  (ISBN 9076708118)
- 2. Dickie 2, Bries Éditions, Anvers, 2004
Scénario, dessin et couleurs : Pieter De Poortere -  (ISBN 9076708215)
- 3. Dickie 3, Les Requins Marteaux, 2008
Scénario, dessin et couleurs : Pieter De Poortere
- Kak, Glénat, Grenoble, 2008
Scénario, dessin et couleurs : Pieter De Poortere
- 4. Dickie, le fils d'Hitler[20], Glénat, coll. « 1000 feuilles », Grenoble, 2010
Scénario, dessin et couleurs : Pieter De Poortere -  (ISBN 9782723470735)
- Dickie à Hollywood[8], Glénat, coll. « 1000 feuilles », Grenoble, 1 juin 2011
Scénario, dessin et couleurs : Pieter De Poortere -  (ISBN 978-2-7234-8208-0)
- Le Petit Dickie illustré - Œuvres complètes 2001-2011, Glénat, Intégrale des pages de Dickie publiées en album ou dans la presse (à l'exception des albums Dickie, le Fils d'Hitler et Dickie à Hollywood), 2012
Scénario, dessin et couleurs : Pieter De Poortere
- 6. Prince Dickie, Glénat, coll. « 1000 feuilles », Grenoble, 2014
Scénario, dessin et couleurs : Pieter De Poortere -  (ISBN 9782344001004)
- 7. Dickie dans l'espace[21], Glénat, coll. « 1000 feuilles », Grenoble, 2016
Scénario, dessin et couleurs : Pieter De Poortere -  (ISBN 9782344015032)
- Dickie Kid - Le petit paysan[22], Glénat, Grenoble, 2017
Scénario, dessin et couleurs : Pieter De Poortere
- 8. Dickie au musée[23],[24], Glénat, coll. « 1000 feuilles », Grenoble, 2018
Scénario, dessin et couleurs : Pieter De Poortere -  (ISBN 9782344030738)
- Super Mickey[25],[26], Glénat, Grenoble, 2019
Scénario, dessin et couleurs : Pieter De Poortere -  (ISBN 9782344034767)
- 9. Super Dickie[27],[28],[29], Glénat, coll. « 1000 feuilles », Grenoble, 28 septembre 2022
Scénario, dessin et couleurs : Pieter De Poortere -  (ISBN 978-2-344-05315-7)

#### Collectifs
- BDéfense[3] !, Forces armées belges, Bruxelles, décembre 2005
Scénario : collectif  - Dessin : collectif dont Pieter De Poortere - Couleurs : quadrichromie -  (ISBN 90-7517-204-4).

### Catalogues d'exposition
- Ceci n'est pas la BD Flamande[30] - La Flandre invitée d'honneur au Festival international de la bande dessinée d'Angoulême, Fonds flamand des lettres, Berchem, 2009
Scénario : Benoît Mouchart, Gert Meesters - Dessin : collectif - Couleurs : quadrichromie,Artistes : Serge Baeken, Randall Casaer, Constantijn Van Cauwenberge, Luc Cromheecke, Reinhart Croon, Steven Dhondt, Kim Duchateau, Brecht Evens, Stijn Gisquière, Inge Heremans, Jeroen Janssen, Philip Paquet, Gerolf Van de Perre, Pieter De Poortere, Olivier Schrauwen, Kristof Spaey, Simon Spruyt, Judith Vanistendael, Marnix Verduyn, Maarten Vande Wiele. (OCLC 901248335)

### Expositions
- Dickie le loser né, festival Quai des Bulles à Saint-Malo[16] en 2015 ;
- Dickie au Musée, Galerie Zic et Bul, Paris du 6 octobre au 3 novembre 2018[17] ;
- Super Mickey, Galerie Zic et Bul, Paris du 20 septembre au 22 octobre 2019[18] ;
- Renée, BD Comic Strip Festival, Bruxelles du 9 au 11 septembre 2022[19] ;
- Dickie : humour noir en ligne claire[31],[32], Galerie Champaka, Bruxelles, du 7 au 30 décembre 2023.

## Prix et récompenses
- 2010 :  prix Saint-Michel de la meilleure bande dessinée néerlandophone pour Dickie, le fils d'Hitler[6].

#### Livres
: document utilisé comme source pour la rédaction de cet article.
- Pascal Lefèvre et Patrick Van Gompel, La Nouvelle BD flamande, Berchem, Fonds flamand des lettres, 2003, 56 p., ill. ; 17 cm (OCLC 902348799, présentation en ligne).

#### Périodiques
- Brieg F. Haslé, « Le Fils d'Hitler : un Playmobil moustachu », dBD, no 44,‎ juin 2010, p. 72.
- Pieter De Poortere (interviewé par Damien Perez), « Entretien : Tous des flingués, sauf Allah - Entretien avec Pieter De Poortere », Casemate, no 49,‎ juin 2012 (ISSN 1964-504X).

#### Articles
- Pieter De Poortere (interviewé par Alexis Seny), « Pieter de Poortere et Dickie, porte-paroles de la nouvelle BD flamande : « Aucun auteur de l’expo n’a envie de produire 48 planches en six mois comme nos prédécesseurs » », Branchés Culture,‎ 21 septembre 2017 (lire en ligne, consulté le 1er octobre 2024).
- Pieter De Poortere (interviewé par Alexis Seny), « De Dickie à Mickey, super-anti-héros, Pieter De Poortere : « C’est beaucoup plus amusant si tout tourne mal » », Branchés Culture,‎ 18 septembre 2019 (lire en ligne, consulté le 16 février 2023).

### Vidéographie
- [vidéo] « Quand Pieter De Poortere customise Champaka ! », sur YouTube